# Denica Złatewa
Denica Złatkowa Złatewa, bułg. Деница Златкова Златева (ur. 16 lipca 1975 w Sofii) – bułgarska polityk, działaczka partyjna, posłanka do Zgromadzenia Narodowego, w 2017 wicepremier.

## Życiorys
Absolwentka gimnazjum w Sofii oraz akademii ekonomicznej w Swisztowie. W latach 1995–2008 pracowała w sektorze prywatnym. Zaangażowała się w działalność polityczną w ramach Bułgarskiej Partii Socjalistycznej. Od 2008 do 2009 była doradczynią wicepremiera do spraw zarządzania funduszami europejskimi. W latach 2010–2013 pełniła funkcję asystentki eurodeputowanego Iwajły Kałfina. W 2009 została etatową działaczką partyjną jako sekretarz BSP do spraw międzynarodowych, stanowisko to zajmowała do 2017. W wyborach w 2013 uzyskała mandat posłanki do Zgromadzenia Narodowego 42. kadencji, który wykonywała do 2014. Reprezentowała w tym czasie krajowy parlament w Zgromadzeniu Parlamentarnym Rady Europy.
W styczniu 2017 mianowana wicepremierem w przejściowym gabinecie Ognjana Gerdżikowa. Zakończyła pełnienie tej funkcji wraz z całym rządem w maju 2017. Pozostała działaczką socjalistów, wchodząc w skład jej władz krajowych. W 2022 powołana na dyrektora generalnego Bułgargazu.